# Карнаубал
Карнаубал (порт. Carnaubal)  —  муниципалитет в Бразилии, входит в штат Сеара. Составная часть мезорегиона Северо-запад штата Сеара. Входит в экономико-статистический  микрорегион Ибиапаба. Население составляет 16 416 человек на 2006 год. Занимает площадь 364,750 км². Плотность населения — 45,0 чел./км².

## Статистика
- Валовой внутренний продукт на 2003 составляет 25.225.015,00 реалов (данные: Бразильский институт географии и статистики).
- Валовой внутренний продукт на душу населения на 2003 составляет 1.589,28 реалов (данные: Бразильский институт географии и статистики).
- Индекс развития человеческого потенциала на 2000 составляет 0,609 (данные: Программа развития ООН).